# Саут Ковентри (Конектикат)
Саут Ковентри (енгл. South Coventry) насељено је место без административног статуса у америчкој савезној држави Конектикат.

## Демографија
По попису из 2010. године број становника је 1.483, што је 102 (7,4%) становника више него 2000. године.
| Група             | 2000.         | 2010.         |
| Белци             | 1.345 (97,4%) | 1.373 (92,6%) |
| Афроамериканци    | 3 (0,2%)      | 28 (1,9%)     |
| Азијати           | 2 (0,1%)      | 12 (0,8%)     |
| Хиспаноамериканци | 25 (1,8%)     | 43 (2,9%)     |
| Укупно            | 1.381         | 1.483         |